# Król kosza
Król kosza (ang. The Air Up There) – amerykański film komediowy z 1994 roku w reżyserii Paula Michaela Glasera.

## Obsada
- Kevin Bacon – Jimmy Dolan
- Charles Gitonga Maina – Saleh
- Yolanda Vasquez – siostra Susan
- Winston Ntshona – Urudu
- Mabutho Sithole – Nyaga
- Sean McCann – Ray Fox
- Dennis Patrick – ojciec O'Hara
- Nigel Miguel – Halawi